# سربرنامه (فرار از زندان)
سربرنامه (به انگلیسی: Pilot) یا قسمت آزمایشی، اولین قسمت مجموعه تلویزیونی فرار از زندان بود که برای اولین بار ۲۹ اوت ۲۰۰۵ در ایالات متحده آمریکا به نمایش درآمد. کارگردانی این فیلم بر عهده برت رتنر بود که پیش از این در فیلم‌های ساعت شلوغی و اژدهای سرخ کارگردانی کرده بود. قسمت آزمایشی این سریال با استقبال زیادی در جهان مواجه شد.